# Cardwell (Missouri)
Cardwell é uma cidade localizada no estado americano de Missouri, no Condado de Dunklin.

## Demografia
Segundo o censo americano de 2000, a sua população era de 789 habitantes.
Em 2006, foi estimada uma população de 745, um decréscimo de 44 (-5.6%).

## Geografia
De acordo com o United States Census Bureau tem uma área de 1,6 km², dos quais 1,6 km² cobertos por terra e 0,0 km² cobertos por água. Cardwell localiza-se a aproximadamente 73 m acima do nível do mar.

## Localidades na vizinhança
O diagrama seguinte representa as localidades num raio de 20 km ao redor de Cardwell.